# 戸田忠能
戸田 忠能（とだ ただよし）は、三河田原藩の第2代藩主。宇都宮藩戸田家2代。

## 生涯

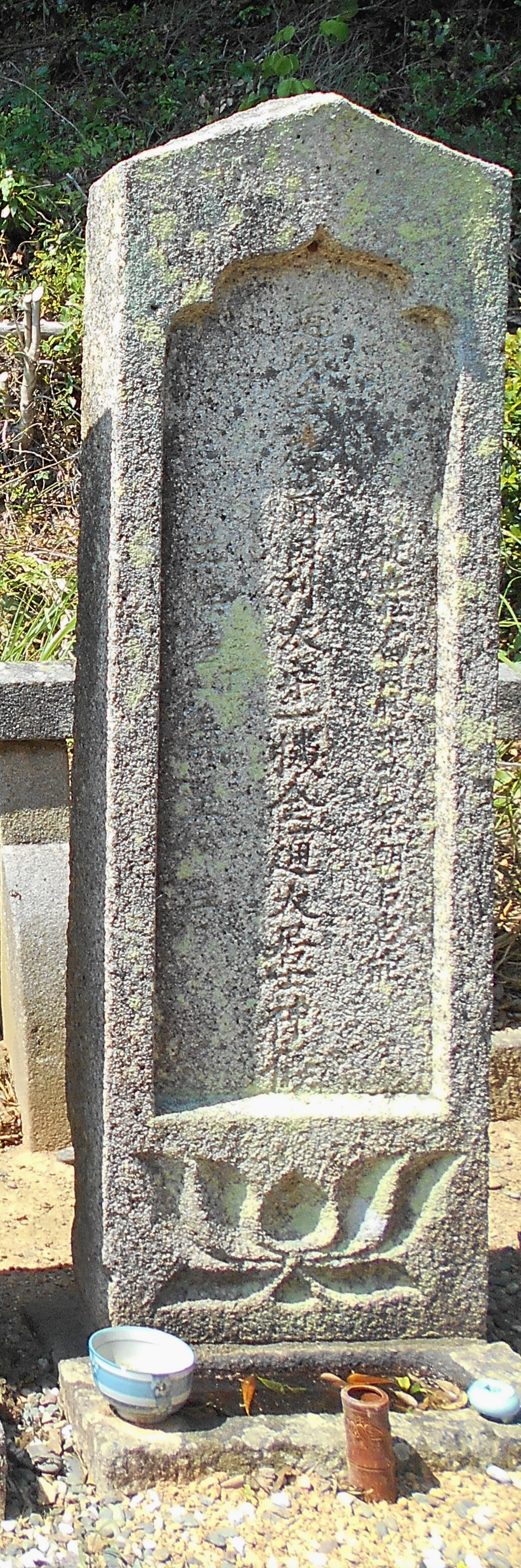
愛知県田原市の長興寺にある戸田忠能の墓（2016年4月）

慶長5年（1600年）の関ヶ原の戦いに従軍し、慶長19年（1614年）から慶長20年（1615年）にかけての大坂の陣では徳川秀忠に従った。
元和元年（1615年）に父尊次が死去したため、その跡を継いだ。藩政においては野田村などの検地を実施して藩政の基礎を固めたが、寛永19年（1642年）からの全国的な飢饉の影響を受け、その後に来た台風で舟が破損するなど、晩年の治世は多難であった。正保4年1月3日（1647年2月7日）に62歳で死去した。嗣子が無かったため、弟忠継の長男である忠昌（忠治）が跡を継いだ。

## 系譜
父母
- 戸田尊次（父）
- 萬松院 - 松平伊忠の娘（母）

正室
- 久昌院 - 九鬼守隆の娘

養子
- 戸田忠昌 - 戸田忠継の長男